# Gustaf von Essen (1877–1956)
Gustaf Adolf von Essen, född 6 november 1877 i Fröjereds församling, Skaraborgs län, död 28 juli 1956 i Hovförsamlingen, Stockholms stad, var en svensk friherre, hovman och militär.

## Biografi
Gustaf von Essen föddes 1877 på Svenstorps slott i Fröjereds socken. Han var son till friherre Gustaf von Essen och friherrinnan Blenda Rappe. von Essen blev 13 juli 1897 volontär vid Västgöta regemente och avlade 6 december 1897 mogenhetsexamen. Han blev 1899 sergeant vid Västgöta regemente och blev 25 september 1899 elev vid Krigsskolan. von Essen blev senare fanjunkare och utexaminerades 27 november 1901 från Krigsskolan. Han blev 16 december 1901 underlöjtnant vid Västgöta regemente, 13 maj 1904 löjtnant vid Västgöta regemente och 9 oktober 1908 underintendent vid intendenturkåren. von Essen blev 26 mars 1909 intendent vid Intendenturkåren och 23 december 1914 kapten. Han var från 1908 till 1927 regementsintendent vid ett flertal regemente och utnämndes 6 juni 1922 till riddare av Svärdsorden. von Essen blev 27 maj 1927 överförd till övergångsstat, från och med 1 januari 1928 och till och med 31 december 1930 tjänstgjorde han som hovkamrer. Han utnämndes senare till riddare av Tre Stjärnors orden och tog 28 oktober 1932 avsked från tjänstgöringen, från 7 november samma år. von Essen blev 2 januari 1933 major i svenska armén och 31 december 1936 hovintendent. Han utnämndes 15 november 1938 till riddare av Vasaorden och senare till officer av Belgiska kronorden.

### Familj
von Essen gifte sig första gången 14 oktober 1911 i Hovförsamlingen med friherrinnan Ebba Rosenblad (1889–1936), dotter till hovstallmästaren friherre Eberhard Rosenblad och Hedvig Augusta Marianne Burenstam. De fick tillsammans barnen Ulla von Essen (född 1912), som var gift med generalmajoren Arne Hallström, Fredrik-Ulrik von Essen (1913–1934), Ebba von Essen (1916–1918), Marianne von Essen (född 1919), som var gift med kanslirådet Johan Treschow, Curt von Essen (född 1921) och Margareta von Essen (född 1924).
von Essen gifte sig andra gången 8 juli 1940 i Hovförsamlingen med Karin Nordwall (född 1889), dotter till trafikchefen Erik Gustaf Nordwall och Maria Katarina Elisabet Meurling.